# EPUB
Az EPUB (amely az Electronic Publication angol kifejezés rövidítése, leírni általában EPUB–nak szokták, azonban elterjedt még: ePub, ePUB, EPub) egy ingyenesen hozzáférhető, nyílt forráskódú elektronikus könyv szabvány, melyet az IDPF (International Digital Publishing Forum, magyarul a Nemzetközi Digitális Kiadói Fórum) hozott létre. Az EPUB-ban íródott fájlok kiterjesztése: .epub.
Az EPUB szabvány olyan technológiával készült, hogy a megjelenítendő szöveget az adott e-könyv-olvasó képernyőbeállításaira optimalizálja. Ezzel az eljárással gyakorlatilag bármilyen olvasó eszközzel, illetve programmal megjeleníthető az adott szöveg. A szövegek tárolására XHTML, illetve a DTBook nevű XML-t használja. Jelenlegi verziója már képes az általános szövegek mellett képek és hangok megjelenítésére is. A kiadók védelmére választható lehetőségként a programba került a DRM technológiák támogatása is. A másolásvédelmet az Adobe céggel karöltve hozta létre az IDPF.

## Történet
Az EPUB formátum hivatalosan 2007 szeptemberében vált az International Digital Publishing Forum szabványává, felváltva ezzel az úgynevezett nyílt e-könyv (Open eBook) szabványt, melyet eredetileg 1999-ben fejlesztettek ki.
2009-ben a cég bejelentette, hogy kiadnak egy javítást a szabványhoz. Ezt a javítást hivatalosan 2010 októberében fogadták el, és az EPUB 2.0.1 számozást kapta. Ezt követően 2011. október 10-én az IDPF bejelentette, hogy elfogadták az EPUB 3-as szabványt mint végső javítást.

## Jellemzők
- Ingyenes és nyílt hozzáférésű szabvány.
- Képes a megjelenítésre szánt szöveget a kimeneti eszközhöz igazítani.
- Platform-független.
- A szövegek átméretezhetőek.
- A metaadatokat beágyazva tartalmazza.
- Támogatja a DRM technológiákat.
- CSS stíluslapot használ.
- Képes képek megjelenítésére, valamint hangok lejátszására.

## DRM
Az EPUB szabvány alaphelyzetben nem tartalmaz DRM sémát, azonban lehetőség van ennek a használatára. Egy EPUB szabvánnyal készült könyv esetében lehetőség van arra, hogy a csomagban lévő fájlokat külön védjük le a DRM segítségével, ami annyit jelent, hogy külön levédhetjük magát a könyvet, de ha a metaadatoknál nem alkalmazunk semmilyen sémát, akkor azt szabadon megnézheti bárki. Az EPUB szabvánnyal készült fájlok védelmére jelenleg három elterjedt DRM rendszer létezik.
Az Adobe PDF fájlokhoz használt védelmi rendszere az EPUB könyveknél is használható. Az Apple Fairplay nevű rendszerét kizárólag EPUB esetében lehet használni, és csak az Apple saját készülékein, melyek iOS alapú operációs rendszert használnak. A Marlin Developer Community nevű konzorcium egy nyílt szabványt hozott létre, melyet egyre több szolgáltató és eszközgyártó is támogat (pl. Kno nevű elektronikus tankönyvkiadó). A Merlin rendszere egyaránt működik Android és iOS rendszereken is. E három rendszer mellett az Intertrust, Panasonic, Philips, Samsung és Sony is saját technológiát tart fenn.

## 3.0-s verzió (jelenlegi verzió)
Az EPUB 3 a harmadik nagyobb kiadása a szabványnak, amely négy különböző specifikációból áll. Ezek mindegyike fontos részét képezi egy EPUB publikációnak.
- EPUB Publications 3.0, amely egy publikáció szintű szemantikát fogalmaz meg, valamint átfogó megfelelőségi követelményeket tartalmaz.
- EPUB Content Documents 3.0, amely XHTML, SVG és CSS profilokat fogalmaz meg az EPUB Publications kontextusában.
- EPUB Open Container Format (OCF) 3.0, amely azt a folyamatot definiálja, ami azért felelős, hogy az EPUB szabványban használt különböző eszközöket egy fájlba tömörítse (ZIP) EPUB Countainer.
- EPUB Media Overlays 3.0, amely azt a feldolgozó modellt definiálja, ami felelős a szöveg és a hang szinkronizálásáért.

## Szoftver

### Olvasórendszerek
Az EPUB-olvasó rendszer feladata az EPUB formátumban lévő, ill. az OPS, OPF, OCF specifikációknak megfelelő dokumentumok beolvasása, feldolgozása és a tárolt tartalom megjelenítése az olvasók számára. A megjelenítés nem feltétlen vizuális, lehetséges pl. Braille-display vagy szövegfelolvasás használatával is.
| szoftver               | platform                                                           | DRM támogatott                    | megjegyzés |
| ---------------------- | ------------------------------------------------------------------ | --------------------------------- | --- |
| Adobe Digital Editions | Windows, Mac OS X                                                  | Adobe Content Server              | Online aktiváció a kiterjesztett lehetőségekhez, az epub olvasás aktiváció nélkül is működik. Könyvtárkezelés, TOC van. Flash program. Link: |
| Albite Reader          | J2ME (midlet, MIDP 2.0, CLDC 1.1) futtatására képes mobil eszközök | nincs                             | Ingyenes, nyílt forrású ePub olvasó; TXT és (X)HTML fájlokat is olvas. Link: |
| Aldiko                 | Android                                                            | Adobe Content Server              | EPub olvasó Android platformra. Link: |
| AlReader               | Windows Mobile, Windows                                            | nincs                             | Ingyenes e-könyv olvasó Windows mobil / Pocket PC eszközökre. Formátumok: HTML, EPUB, RTF, FB2, DOC, DOCX, ODT, SXW, ABW, ZABW, RB, TCR, CHM, TXT, PDB/PRC – ezek közül több támogatása csak részleges. Tömörített fájlokat is kezel. Szótárazás, automatikus elválasztás, könyvjelzők, jegyzetek, széles körű beállítási lehetőségek. Link: Archiválva 2011. október 28-i dátummal a Wayback Machine-ben, |
| AZARDI                 | Windows, Mac OS X, GNU/Linux                                       | ??                                | EPUB 3, EPUB 2 és AZD formátumok; média támogatás; automatikus elválasztás. A program Mozilla alapú. Verzió: 11 (2012), Azardi Cloud Reader. Link: |
| Blio                   | Windows, iOS, Android                                              | Microsoft PlayReady DRM           | Ray Kurzweil e-könyv olvasó terméke, gazdag multimédiás támogatással: színek, zene, szövegfelolvasás. A beolvasott ePub könyveket saját BLIO formátumába konvertája. Formátumok: EPUB, XPS, BLIO. Link: |
| Bluefire Reader        | iOS, Android                                                       | Adobe DRM                         | Elsősorban Apple iPhone és iPad eszközökre, de megjelent Androidra is. Formátumok: ePUB, PDF, DRM-mel és anélkül. Link: |
| BookGlutton            | Web                                                                | ??                                | Ingyenes online ePub olvasó, az olvasás szociális aspektusait helyezi előtérbe. Link: |
| Book Reader            | BlackBerry PlayBook                                                | ??                                | ePub és Kindle formátum olvasó BlackBerry PlayBook tabletre. |
| Bookworm               | Web                                                                | nincs                             | Online e-könyv-olvasó, browserekben használható. Az O'Reilly amerikai médiavállalat kezdeményezése. BSD licenc alatti szoftver. A könyveket föl kell tölteni a weboldalra, utána bárhol elérhetők. Link: |
| Calibre                | Windows, Mac OS X, GNU/Linux                                       | nincs                             | Elsősorban könyvtárkezelő szoftver. Támogatja a formátumok közötti konverziót és feltöltést a mobil és ekönyv-olvasó eszközökre; tartalmaz többformátumú e-könyv olvasót is. Calibre: About |
| Cool Reader            | Windows, GNU/Linux, Android                                        | nincs                             | XML/CSS alapú e-könyv olvasó asztali és kézi számítógépekhez. Formátumok: EPUB, FB2, TXT, DOC, RTF, HTML, CHM, TCR, PDB, MOBI. E Ink alapú eszközökre is van GUI implementációja. Automatikus elválasztás. Népszerű nyílt forrású SourceForge e-könyv olvasó alkalmazás. Link: , |
| Dorian                 | Symbian                                                            | ??                                | Ingyenes ePub olvasó. |
| EPUBReader             | Firefox kiegészítő                                                 | nincs                             | Firefox kiegészítő (add-on) EPUB formátumú dokumentumok böngészőn belüli olvasásához. Könyvjelzők, könyvtárkezelés, könyvek mentése a gazdagépre. Link: |
| EPUB Reader            | BlackBerry PlayBook                                                | ??                                | ePub olvasó BlackBerry PlayBook tabletre. |
| FBReader               | Windows, GNU/Linux, PDA-k                                          | nincs                             | Részleges / nem teljes ePub támogatás. Egyéb olvasott formátumok: FB2, HTML, CHM, plucker, Palm DOC, zTXT, TXT, TCR, RTF, OEB, Open Reader, DRM nélküli MOBI és eReader. Szövegfelolvasás TTS pluginnal. Link: Létezik Kindle 3-ra portolt változata is. |
| FBReaderJ              | Android                                                            | ??                                | Nyílt forrású. Link: |
| Freda                  | Windows Phone, Windows Mobile 6, 5 és 2003 verziók                 | nincs                             | Ingyenes e-könyv olvasó Windows Mobile eszközökre. Jellemzők: érintőképernyős vezérlés, font és színválasztás, szótárazás, könyvjelzők, jegyzetek. Formátumok: EPUB, HTML, TXT. Link: , |
| Google Books           | Webalkalmazás, Android, iOS                                        | ??                                | A vásárolt könyvek letölthetők ePub vagy PDF formátumban. |
| i2Reader               | iOS                                                                | ??                                | iPhone e-könyv olvasó. Formátumok: EPUB, PDF, DOC, FB2, HTML, RTF, TXT. Elérhető: App Store. |
| Ibis Reader            | Web                                                                | nincs                             | Online webes dokumentum-olvasó, főleg mobil eszközökre. 2012-től a Safari Books Online része. HTML5 támogatás, online és offline működés. Formátumok: EPUB, OPDS. Link: Archiválva 2012. augusztus 3-i dátummal a Wayback Machine-ben |
| iBooks                 | iOS                                                                | FairPlay                          | Formátumok: EPUB 2 és EPUB 3. A könyveket nem lehet közvetlenül asztali gépeken (Mac vagy PC) olvasni. Text-to-Speech (TTS) lehetőség van. Elérhető: App Store. |
| IkuReader              | Nintendo DS                                                        | nincs                             | Formátumok: EPUB, FB2, TXT. Részleges EPUB támogatás; UTF-8 kódolást támogat; a szöveg az eszköz mindkét képernyőjén megjelenik, vízszintes vagy elforgatott elrendezésben. Link: , |
| Kitabu                 | Mac OS X                                                           | nincs                             | Ingyenes kisméretű ePub olvasó, egyszerű könyvtárkezelő lehetőségekkel. Az arab kitabu szó jelentése: könyv. Link: |
| Koobits                | Windows XP és követői                                              | nincs                             | Ingyenes asztali PC könyvolvasó Windowshoz. Formátumok: ePub, PDF, XML, HTML, KBJ. Link: |
| Lektz reader           | iOS, Android, PC                                                   | Igen                              | Formátumok: EPUB2, EPUB3, PDF. Link: |
| Lucidor                | Windows, Mac OS X, Linux                                           | nincs                             | Futtatásához Firefox vagy XULRunner szükséges. Megszűnt. Link: , |
| MagicScroll.net        | Web, Chrome OS                                                     | nincs                             | Minimalista online e-könyv olvasó; lapozás, tartalomjegyzék-kezelés. A könyvek fel- és letölthetőek, letöltés regisztráció után. Chrome bővítményként is elérhető. Link: Archiválva 2012. július 28-i dátummal a Wayback Machine-ben |
| MegaReader             | iOS                                                                | ??                                | iPhone e-könyv olvasó. Elérhető: App Store. |
| Mobipocket (Reader)    | Windows, BlackBerry, Symbian, Windows Mobile                       | nincs                             | Az EPUB fájlokat .PRC formátumra konvertálja beolvasáskor. A céget felvásárolta az Amazon. Az olvasó utolsó változata a Mobipocket Reader Desktop 6.2, ez és a korábbi változatok továbbra is elérhetők. Link: |
| Moon+ Reader           | Android                                                            | nincs                             | TTS lehetőség, könyvjelzők, jegyzetek megosztása. Formátumok: TXT, HTML, EPUB, PDF, UMD, FB2, CHM, ZIP, OPDS. Link: |
| NOOK Reading Apps      | Windows, Mac OS X, iOS, Android, Webalkalmazás                     | ??                                | A Barnes & Noble dokumentumolvasó programcsaládja, használatukhoz account szükséges. Link: |
| Okular                 | KDE platform                                                       | ??                                | Az EPUB olvasó rész nem támogatja a beágyazott fontokat és fájlokat. További formátumok: PDF, PS, CHM, DjVu, DVI, XPS, ODT, Fiction Book, Comic Book, Plucker, mobipocket. Link: , |
| OpenBerg Lector        | Firefox kiegészítő                                                 | nincs                             | Formátumok: OPF, OBZ, EPUB, CBZ, CBR, LIT. Fejlesztése megszűnt 2007-ben. Link: |
| PageTurner Reader      | Android                                                            | nincs                             | Open Source (GPL) ePub olvasó alkalmazás (app) beépített szinkronizációval; az epublib könyvtáron alapul. Link: Archiválva 2012. augusztus 3-i dátummal a Wayback Machine-ben |
| QuickReader            | iOS                                                                | ??                                | iPhone e-könyv olvasó. Elérhető: App Store. |
| readMe                 | iOS                                                                | ??                                | Formátumok: EPUB, FB2 és PDF. |
| Sony Reader Apps       | Windows, Mac OS X, Android                                         | Adobe DRM                         | A Sony asztali és mobil eszközökre készült könyvolvasó szoftvere. Felhő (cloud) és Sony Reader szinkronizáció. Link: |
| sReader                | iOS                                                                | ??                                | EPUB formátumot olvas. |
| Stanza                 | iOS, Windows, Mac OS X                                             | eReader DRM, Adobe DRM, részleges | Más néven Lexcycle Stanza – ePub olvasó iPone/iPod Touch/iPad eszközökre. Megszűnt, a fejlesztőt (Lexcycle) 2009-ben felvásárolta az Amazon, de példányai még elérhetők. |
| Stanzetta              | Windows Phone                                                      | nincs                             | ePub olvasó Windows Phone rendszerű mobil eszközökre. Link: , elérhető: Piactér |
| ZuluReader             | Windows Mobile                                                     | nincs                             | ePub és RTF olvasó Windows mobil eszközökre. Megszűnt, weboldala (ZuluExpress.com) nem elérhető. |

### Szerkesztőrendszerek
| Szoftver                            | Platform                     | Megjegyzés |
| ----------------------------------- | ---------------------------- | --- |
| ABBYY FineReader                    | Windows                      | Kereskedelmi termék. 11-es verziója képes EPUB formátum előállítására. |
| Adobe InDesign                      | Windows, Mac OS X            | Kereskedelmi termék. Képes EPUB formátum előállítására; az 5.5 előtti verziókban ehhez komoly szerkesztés szükséges. |
| Adobe RoboHelp                      | Windows                      | Online dokumentációs eszköz, amely támogatja az EPUB formátumot. |
| Aquafadas Digital Publishing System | Windows, Mac OS X            | Kereskedelmi termék. A 2.0 verziótól kezdve képes EPUB 3 Fixed-Layout (rögzített elrendezésű) dokumentumok készítésére. A rendszer gazdag eszközkészlettel rendelkezik az InDesign dokumentumok feljavítására. A következő elemek megmaradnak az EPUB3 exportálás során: videók, diasorozatok, hangok, xhtml részletek, linkek, akciók. A generált epub megőrzi az elrendezést és a stílusokat, a megfelelő fontok beágyazásával. Az epubcheck ellenőrzéshez nem szükséges kézi szerkesztés. |
| Atlantis Word Processor             | Windows, Portable app        | Önálló szövegszerkesztő, amely képes a dokumentumokat EPUB formában elmenteni. Lehetőségek: metaadatok, többszintű tartalomjegyzék, font beágyazás, batch konverzió. Shareware. |
| Booktype                            | Web                          | Könyvszerkesztő rendszer, sokféle kimeneti formátummal. Ingyenes, GPL licencű szoftver. Lehetőség van többfajta formátum impotálására és csoportos szerkesztésre. |
| Calibre                             | Windows, Mac OS X, GNU/Linux | E-könyv rendszerező és konvertáló szoftver. Ingyenes, GPL licenc alatt. Beépülő modulokkal (plugin), így extra EPUB funkciókkal is bővíthető. |
| DAISY Pipeline                      | multiplatform                | A DAISY konzorcium dokumentumkezelő keretrendszere; XML és DTB transzformáción alapuló Java nyelvű programok gyűjteménye, amivel automatizálható az e-könyv gyártás. Ingyenes, LGPL licenc alatt. |
| eLML                                | Windows, Mac OS X, GNU/Linux | Az eLesson Markup Language egy platform-független, XML-alapú, nyílt forráskódú keretrendszer e-oktatási tartalom létrehozása céljából. Különféle kimeneti formátumokat támogat, képes SCORM, HTML, PDF és ePub formátumú e-könyvek készítésére. |
| Feedbooks                           | Web                          | Ingyenes felhő-szolgáltatás köztulajdonban lévő művek letöltésére és saját művek közzétételére. |
| Folium Book Studio                  | Web                          | Microsoft Word és egyéb dokumentumok konvertálása EPUB 3 formátumba, valamint kéziratok nyomdakész alakba való rendezése. Online szerkesztés, címlaptervezés és egyéb képek feltöltése. A szöveget a beszúrt képekhez igazítja. EPUB és HTML előnézet, közvetlen publikálás az Amazon, Apple, Barnes & Noble, Lulu és egyéb rendszerekben. |
| Help & Manual                       | Windows                      | Single source publishing eszköz, amely lehetővé teszi különböző kimeneti / technikai formátumok egyetlen forrásból való előállítását; a kimeneti formátumok között szerepel az EPUB is. Kereskedelmi termék. |
| HelpNDoc                            | Windows                      | Help szerkesztő, EPUB kimeneti formátummal. Saját használatra ingyenes, egyébként kereskedelmi szoftver. |
| iBooks Author                       | Mac OS X                     | Ingyenes asztali tördelő és kiadó alkalmazás az Apple-től. Egyik kimeneti formátuma az EPUB-on alapuló saját .ibooks formátum. Az .ibooks formátumban készített könyvek terjesztése korlátozott, a korlátozás csak ezt a formátumot érinti, és az .ibooks kiterjesztés .epub-ra való átnevezésével elkerülhető. |
| iStudio Publisher                   | Mac OS X                     | Asztali tördelő és kiadó alkalmazás. Kereskedelmi termék. |
| Jutoh                               | Windows, Mac OS X, Linux     | ALAKHŰ (WYSIWYG) e-könyv szerkesztő és -csomagoló; EPUB és Mobipocket (Kindle) formátumokat készít. Kereskedelmi termék. |
| Lulu.com                            | Web                          | Online publikációs portál. Az eredeti (.doc, .docx, .pdf formátumú) dokumentumok feltölthetők, a feltöltés és a metaadatok, pl. cím, címlapkép, ár stb., kitöltése után elkészül a terjeszthető dokumentum. |
| Madcap Flare                        | Windows                      | Single source publishing eszköz, EPUB exportálási lehetőséggel. Kereskedelmi termék. |
| oXygen XML Editor                   | Mac OS X, Windows, Linux     | XML szerkesztőprogram; mint ilyen, alkalmas az EPUB dokumentumokat alkotó részek létrehozására, szerkesztésére, átalakítására és ellenőrzésére. Kereskedelmi termék. |
| Pandoc                              | GNU/Linux, Mac OS X, Windows | Univerzális formátumok közötti konvertáló program (TeX -> EPUB konverzió is lehetséges). Ingyenes szoftver, GPL licenc alatt. |
| Pages                               | Mac OS X                     | Az iWork '09 programcsomagban található szövegszerkesztő; képes EPUB formátum exportálására (csak a Pages '09, és csak iWork 9.0.4 update után). |
| QuarkXPress                         | Mac OS X, Windows            | Asztali publikációs és tördelő alkalmazás. Rendelkezik EPUB kimeneti formátummal. Kereskedelmi termék. |
| Serif PagePlus X6                   | Windows                      | Asztali publikációs program; a dokumentumokat képes EPUB formátumban is menteni. Kereskedelmi termék. |
| Scrivener                           | Windows, Mac OS X            | Kereskedelmi program regényírók számára, különféle szervező- és kisegítő lehetőségekkel. Többfajta kimeneti formátumot képes készíteni. |
| Sigil                               | Windows, GNU/Linux, Mac OS X | Ingyenes, nyílt forrású, GPLv3 licenc alatti szoftver. Jelenleg a Calibre mellett a másik olyan alkalmazás, amellyel az EPUB formátumú könyvek megnyithatók és szerkeszthetők (nem más formátumokból konvertál). Nem támogatja az audio és video tartalmak EPUB-ba való beágyazását. |
| Writer2ePub                         | Windows, GNU/Linux           | OpenOffice bővítmény, amely EPUB formátumú fájlt készít az OpenOffice által beolvasható dokumentumokból. |
| Genebook                            | Web                          | Online service for crerating and publishing ebooks |

## Hardveres olvasórendszerek
A hardver és a szoftver közötti határ nincs élesen meghatározva; az alábbi felsorolásban néhány eszköz kifejezetten e-könyves feladatokra lett alkotva, míg mások általános célú eszközök vagy platformok, amelyeken e-könyv olvasó szoftver is telepíthető. Végső soron mindegyik eszközben valamilyen szoftver kezeli a dokumentumokat, a különbség az integráltság foka. A lista az EPUB formátumot támogató eszközöket igyekszik felsorolni.
- Amazon Kindle – alapból nincs EPUB támogatás; jailbreakelt eszközökre telepíthető FBReader, Duokan szoftver
- Android alapú eszközök, szoftver: Aldiko, CoolReader, FBReader, és mások
- Apple iPad, iPhone és iPod Touch – általában DRM-mentes EPUB támogatás, szoftverek: Lexcycle Stanza, iBooks stb. iOS 3.2 vagy magasabb verziókra
- Barnes & Noble Nook – EPUB és PDF
- BeBook
- BK6000 DRM nélküli EPUB, FB2, HTML, PDF dokumentumokat olvas; PDF újratördelés (reflow)
- BlackBerry PlayBook tablet telepíthető szoftverrel
- Bookeen Cybook Gen3, Cybook Opus – ADE (Adobe Digital Editions) DRM-mel rendelkezik
- COOL-ER
- Cruz (Velocity Micro)
- EB-600 a Netronix-tól és klónjai: 2009-től rendelkezik ADE DRM támogatással az EPUB és PDF formátumokhoz
- eClicto
- ECTACO jetBook and ECTACO jetBook Lite
- eSlick
- GNU/Linux tabletek és PDA-k, mint pl. Sharp Zaurus, Nokia 770, n800, n810 és n900
- Hanlin V3 és klónjai: Bebook, EZ Reader stb. 2009 óta ADE alapú DRM-mel rendelkezik
- Hanlin V5 és összes klónja: ADE DRM
- Hanvon WiseReader modellek – gyárilag EPUB, PDF, HTML formátumokat olvas, a későbbi modellekben megjelent az Adobe DRM támogatás EPUB formátumokhoz
- iRex Digital Reader 800 és 1000
- iriver Story
- JetBook, JetBook Lite – ADE DRM az újabb firmware-ekben
- Kobo eReader, Kobo Touch – EPUB és PDF támogatott
- Onyx Boox – OEM gyártó. Támogatott formátumok az EPUB mellett: MOBI (DRM nélkül), DJVU, PalmDOC, RTF, FB2, PDB, és mások
- Plastic Logic
- PocketBook Reader
- Sony Reader változatok: PRS-300, PRS-600 : Adobe ADE
- Sony Reader változatok: PRS-500, PRS-505, PRS-700: támogatják az Adobe ADEPT DRM technológiát EPUB és PDF formátumokban

Források: angol Wikipedia EPUB cikkének Hardware reading systems szakasza, valamint Mobileread.com wiki EPUB cikke.